# Schloss Betzdorf
Schloss Betzdorf ist ein Schloss in Betzdorf, im Osten Luxemburgs. Heute ist das Schloss Sitz des Satellitenbetreibers SES S.A.

## Geschichte

### Altes Schloss
Vor dem heutigen Schloss gab es seit der Neuzeit ein Schloss, das auf dem Gelände des heutigen Saint-Joseph-Instituts stand. Der älteste Teil ist ca. 1600 von Johann von Berg erbaut worden. Es war der Sitz der Familien Bartreng, Lelleg, Berbuerg, Eltz, de Bierg, Mohr de Waldt. Zeugnisse davon sind in Form von Grabsteinen in der barocken St. Martin in Betzdorf zu sehen. Am 19. April 1707 verkaufte Bernard de Berg das Schloss Betzdorf an Lothar Friedrich Mohr von Wald und seine Frau Marie-Louise von Warsberg. Im Jahr 1820, nach dem Tod von Philippine Mohr de Waldt, ging es an ihre Nichte, die Gräfin von Fénelon de Salignac, über, die es wiederum 1905 an Frédéric Lech verkaufte. Schließlich wurde es 1913 den Schwestern der Heiligen Elisabeth übertragen, die daraufhin das Saint-Joseph-Institut zur Betreuung behinderter Menschen gründeten.

### Neues Schloss
Das neue Schloss wurde von  René Muller-Laval zwischen 1912 und 1919 nach den Plänen des deutschen Architekten Paul Schultze-Naumburg errichtet. Im Zweiten Weltkrieg geriet die Burg in feindliche Hände. Im Jahr 1953 ging das Schloss aufgrund eines Abkommens über deutsches Eigentum, Interessen und Rechte, das am 21. Dezember 1945 in Paris unterzeichnet und durch das Gesetz vom 20. Juni 1949 ratifiziert wurde, in den Besitz des luxemburgischen Staates über.
Vom 9. April 1953 bis zum 18. November 1964, wenige Tage nach der Thronbesteigung von Großherzog Jean und dem Umzug nach Schloss Berg, war Schloss Betzdorf Residenz der erbgroßherzoglichen Familie.
Alle Kinder von Großherzog Jean wurden auf Schloss Betzdorf geboren:
- Prinzessin Marie-Astrid (17. Februar 1954)
- Großherzog Henri (16. April 1955),
- Prinz Jean und Prinzessin Margaretha (15. Mai 1957),
- Prinz Guillaume (1. Mai 1963).

Von 1964 bis 1982 diente das Schloss als Pflegeheim. Zum 75-jährigen Jubiläum der Pfadfinderbewegung im Juli 1982 diente das Schloss 1800 luxemburgische und 1200 ausländische Pfadfindern als internationales Lager, danach stand es einige Jahre leer.
1986 übernahm der Satellitenbetreiber SES Astra das Schloss vom Staat und unterzog es ausgiebigen Renovierungsarbeiten. Heute dient Schloss Betzdorf als Sitz des Unternehmens SES S.A.